# Shwetak Patel

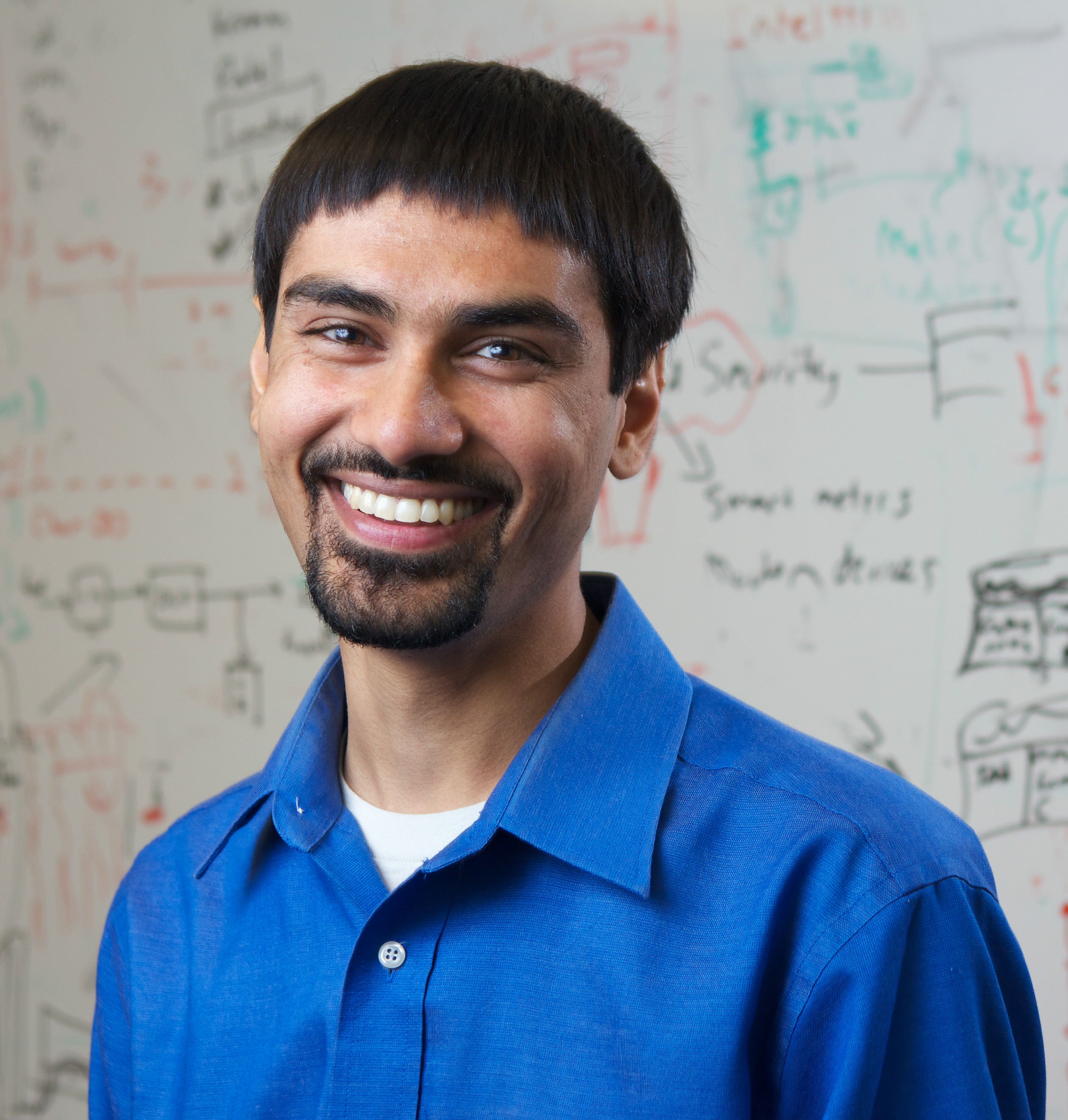
Shwetak Patel

Shwetak Naran Patel (* 9. Dezember 1981 in Selma, Alabama) ist ein US-amerikanischer Informatiker.
Patel wuchs in Birmingham (Alabama) auf und  studierte Informatik am Georgia Institute of Technology mit dem Bachelor-Abschluss 2003 und der Promotion bei Gregory Abowd 2008. Im selben Jahr wurde er Assistant Professor, 2013 Associate Professor und 2014 Washington Research Foundation Endowed Professor an der University of Washington in Seattle.
Er ist bekannt für einfach zu handhabende neuartige Sensorsysteme, Mensch-Computer-Interaktion und Ubiquitous Computing. Seine Sensorsysteme betreffen zum Beispiel Energie (Stromkreise im Haushalt) und Wasser und mobile Gesundheitsüberwachung.
Er war Gründer der Firma Zensi für Energieüberwachung in Häusern, die 2010 von Belkin übernommen wurde. Er ist einer der Gründer der drahtlosen Sensor-Plattform-Firma SNUPI Technologies und von WallyHome mit Sensorüberwachung für Endverbraucher, die 2015 von Sears übernommen wurden.
Seine Technologie zur Blockierung von Kameras erhielt 2005 von der New York Times eine Auszeichnung als Top Technology of the Year.
2011 wurde er MacArthur Fellow, wurde Newsmaker of the Year des Seattle Business Journal und war Microsoft Research Faculty Fellow und 2012 Sloan Research Fellow. Er erhielt 2013 einen Career Award der National Science Foundation und den  World Economic Forum Young Global Scientist Award. 2009 erhielt er den TR 35  von Technology Review und er war Innovator of the Year des Seattle Business Magazine. 2016 erhielt er einen Presidential Early Career Award for Scientists and Engineers (PECASE) und  2018 erhielt er den ACM Prize in Computing. Er ist Fellow der Association for Computing Machinery (ACM).

## Schriften (Auswahl)
- mit G. Cohn, D. Morris, D. S. Tan: Your Noise is My Command: Sensing Gestures Using the Body as an Antenna, ACM Conference on Human Factors in Computing Systems (CHI 2011).
- mit S. Gupta, M. S. Reynolds:. ElectriSense: Single-Point Sensing Using EMI for Electrical Event Detection and Classification in the Home, Ubicomp 2010.
- mit J.  Froehlich u. a.: HydroSense: Infrastructure-Mediated Single-Point Sensing of Whole-Home Water Activity, UbiComp 2009.
- mit G. Cohn u. a.: SNUPI: Sensor Nodes Utilizing Powerline Infrastructure, Ubicomp 2010.
- mit S. Gupta, M. Reynolds: The Design and Evaluation of an End-User-Deployable, Whole House, Contactless Power Consumption Sensor, ACM Conference on Human Factors in Computing Systems (CHI 2010).
- mit G. D. Abowd u. a.: At the Flick of a Switch: Detecting and Classifying Unique Electrical Events on the Residential Power Line. Ubicomp 2007.
- mit G. D. Abowd u. a.: Than You May Think: An Empirical Investigation of the Proximity of Users to their Mobile Phones, Ubicomp 2006.
- mit J. Pierce, G. D. Abowd: A Gesture-based Authentication Scheme for Untrusted Public Terminals. In the Proceedings of the ACM Symposium on User Interface Software and Technology (UIST 2004).